# BLOODY MAIDEN 〜十三鬼の島〜
『BLOODY MAIDEN 〜十三鬼の島〜』（ブラディ・メイデン とをまりみきのしま）は、原作：タイダ菊彦、作画：華尾ス太郎の日本の漫画作品。『月刊ドラゴンエイジ』（富士見書房）にて2011年1月号から2012年4月号まで連載された。

## あらすじ
20××年×月13日の金曜日、富士見ヶ原女学園の薙刀部、鬼束三秋ら部員12名と顧問の計13名はB湖に浮かぶ十三鬼島（とをまりみきのしま）に合宿をしに来た。この島はかつて周囲を荒らした湖族の本拠地であり、捕らえられ処刑された彼らの遺した財宝が隠されているという伝説が残っていた。
自然に囲まれた島でテンションが上がりはしゃぐ三秋たち。しかし、合宿初日に謎の人物により顧問の鶴見仁絵が斬殺された。その後も、島に伝わる数え歌になぞらえるようにして逃げ場の無い孤島で薙刀部の部員たちが次々と殺されていく。三秋たちを待ち受ける運命は？

## 登場人物

### 富士見ヶ原女学園薙刀部
鬼束 三秋（おにつか みあき）
1年生。身長:156センチメートル、B80 W58 H82、血液型:O型、趣味:料理
本作の主人公。曾祖母が薙刀の師範であるが、本人の幼少のころは薙刀に関心があるわけではなかった。しかし、高校入学時に伊ヶ崎琴音の強い勧めにより薙刀部に入部した。薙刀の腕は琴音曰く「基本はメチャクチャ」だが、曾祖母の血による将来性が期待されている。基本的に明るく物怖じしない性格で、先輩である琴音や理早の巨乳や美織の貧乳をイジっている。島の伝承にまつわる様々なモニュメントにただならぬ因縁めいたものを感じている。
小泉 鈴香（こいずみ すずか）
1年生。身長:140センチメートル、B78 W58 H78、血液型:AB型、趣味:歴史研究
三秋とは入部前からの友人で「三秋たん」「こずみん」と呼び合う。歴史マニアで、島の伝承に興味津々。「ごじゃる」と語尾につけた時代がかった奇妙な言葉遣いをする。黒い髪を長く伸ばした小柄な体格の少女で、部内では総合的に最も貧相なプロポーションだが胸の大きさは本人曰く「ギリギリでB」。里香が斬られた後、殺人鬼の剣撃で弾き飛ばされて断崖の下の海に転落、生死不明となった。
伊ヶ崎 琴音（いがさき ことね）
3年生。部長。身長:161センチメートル、B90 W59 H88、血液型:A型、趣味:薙刀
伊ヶ崎財閥の創業者一族の出身でお嬢様。容姿は黒髪のポニーテール。三秋の才能に目をかけ、「問答無用」で部に勧誘した。部内で一番の巨乳でもある。当初から、今般の事件についてなにかを知っているフシがある。
高橋 理早（たかはし りさ）
3年生。副部長。身長:160センチメートル、B90 W60 H89、血液型:O型、趣味:料理
琴音の幼馴染。部内の母親役で、特に三秋に慕われている。部内で二番目の巨乳。三秋と共に携帯電話の通じるポイントを探すが、発電用の風車の機械室で殺人鬼と既に殺されたゆうに遭遇、琴音から託された脇差で応戦するも右腕を肩から斬り落とされて風車から転落、三秋に看取られて死亡した。5番目の犠牲者となった。
鶴見 仁絵（つるみ ひとえ）
24歳。身長:159センチメートル、B89 W59 H88、血液型:O型、趣味:お酒を飲むこと
薙刀部の顧問。島に到着する前から船上で飲酒の上、水着姿で眠るなど教師としてはかなりフリーダムな性格。島に上陸後、迎えに来る約束の前原を探しに島の神社に向かうがそこで謎の殺人鬼に胸元を十字に斬られて絶命し、1番目の犠牲者となった。遺体は神社の鳥居に磔にされる。更にその後、腹部を切り裂かれた上で境内の百日紅の木に吊るされた。
貝沢 美織（かいざわ みおり）
2年生。身長:150センチメートル、B77 W59 H79、血液型:AB型、趣味:薙刀一筋
髪型をツインテールにした少女。起伏が激しく、感情的になりやすいが、他人を思いやる優しい性格。部内の実力は随一で、部長の琴音や副部長の理早に対抗心を燃やしている。部内で最も貧乳。
立花 穂（たちばな みのり）
3年生。身長:157センチメートル、B87 W59 H86、血液型:A型、趣味:読書
メガネをかけ、前髪を切り揃えた少女でレズビアンである。部長副部長コンビに次ぐプロポーション。星野美夜の死を目の当たりにした後、殺人鬼に薙刀で喉を突かれてしまい死亡する。3番目の犠牲者となった。
星野 美夜（ほしの みや）
1年生。身長:155センチメートル、B80 W57 H82、血液型:O型、趣味:ピアノ
立花穂と同性愛の関係。穂と情事に及んだ直後、資料館の食料庫に潜んでいた殺人鬼に腹部を切り裂かれて内臓が飛び出し死亡する。2番目の犠牲者となった。
香椎 由梨（かしい ゆり）
1年生。身長:157センチメートル、B81 W59 H82、血液型:B型、趣味:音楽鑑賞
三秋とは入部前からの友人。「三秋」「かっしー」と呼び合う。三人組の中では、ノリで暴走しがちな三秋や鈴香に比べて落ち着いている。
芋吹 れな（いもぶき れな）
2年生。身長:152センチメートル、B83 W61 H86、血液型:O型、趣味:お菓子を食べること
アップにした髪の毛の少女。ゆう、りんと共に3人で美織の取り巻きとなっており、「貝沢派」と言う部内派閥を作っている。有馬の語る事件の経緯に恐れをなしその場を逃げ出すが、湖族の館のトイレで左腕を斬り落とされて死亡しているのを発見される。6番目の犠牲者となった。
桂 ゆう（かつら ゆう）
2年生。身長:155センチメートル、B81 W61 H86、血液型:A型、趣味:株式相場のウォッチ
「貝沢派」の1人。金にがめつい性分で、鈴香の語る島に眠る財宝の話に食いつく。財宝を1人で手に入れようと抜け駆けをするが、鍾乳洞にて殺人鬼に遭遇し喉を斬られ死亡してしまう。4番目の犠牲者となった。
持木田 りん（もちきだ りん）
2年生。身長:156センチメートル、B78 W57 H80、血液型:B型、趣味:ゴシップ誌を読むこと
「貝沢派」の1人。れなの死にショックを受けて恐慌をきたし、港のボートが動いているのを見て誰かが助けに来たと思い込む。止める三秋を足蹴にした末に自分だけ助かろうとするが、待ち構えていた殺人鬼に両足を斬り落とされ死亡する。7番目の犠牲者となった。
吉野 理香（よしの りか）
2年生。身長:157センチメートル、B84 W59 H84、血液型:A型、趣味:インターネット
メガネをかけた三つ編みの少女。部の出納係であり、典型的な知的タイプ。「貝沢派」の取り巻き3人とはことあるごとにいがみ合っている。部内では4番手のプロポーションで、有馬に対して好意を抱く。ところが、ある理由から油断した状態で殺人鬼に近づいてしまい、右足を大腿部から斬り落とされてしまう。その刹那に殺人鬼の正体を知り、混乱と絶望の中で死亡する。8番目の犠牲者となった。遺体は、百日紅の木に吊るされた仁絵の代わりに神社の鳥居に磔にされた。

### その他
前原 満（まえばら みつる）
島にある資料館の学芸員。部員たちを迎えに来る予定だったが、なぜか姿を現さない。
有馬 剛（ありま つよし）
三秋たちの後を追ってボートで島に上陸した男。仁絵の婚約者であり、琴音を幼いころから知っている。前原とはかつて同僚であり、薙刀でも共に三秋の曾祖母に師事した。表向きは琴音ら薙刀部の少女たちを救いに来たようだが、今回の事件の裏にあるものを知っており、何かしらの思惑を秘めて行動している。三秋もその瞳に得体のしれない禍々しさを感じとっている。
謎の殺人鬼
仮面を被る正体不明の男。その行動原理が不明のまま、次々と薙刀部の少女たちを惨殺してゆく。常にiPodに酷似した携帯音楽プレーヤーを持ち、ロック音楽を鳴らしながら薙刀や腕に仕込んだ刀で凶行に及ぶ。
駐在員
島の施設「イガサキ風力発電試験センター」に駐在する伊ヶ崎重工の社員。部員たちをクルーザーから港へ送迎するボートを操縦していた。同僚と共に合宿初日の夜に殺人鬼に惨殺された。

## 用語
十三鬼島（とをまりみきのしま）
B湖の中心に浮かぶ孤島。薙刀部の合宿先であり、今回の惨劇の舞台となる。国有地であるが伊ヶ崎重工の管理下にあり、同社の所有する施設が建っている。周囲を断崖絶壁で囲まれ、一部を除いて深い森林で覆われている。携帯電話の電波もごく一部でしか通じない。
鬼頭衆（きとうしゅう）
十三鬼島を本拠地とした湖族。織田信長も恐れさせたと言われるが、ついには滅ぼされた。この時に最後まで13人の武将が抵抗し続けたことが島の名の由来となった。後に島を所領にした大名によって、怨念を鎮めるために13人の乙女を人身御供にしたとの伝承が残る。
湖族の館
かつての湖賊の本拠地。観光のために復元され、宿泊施設として利用されている。
湖族資料館
湖族にまつわる伝承の資料を収集・展示している施設。
イガサキ風力発電試験センター
風力発電の実地試験を行うために伊ヶ崎重工が建てた施設。巨大な風車がそびえ立っている。館とは島の反対側に位置する。
紅姫（べにひめ）
鬼頭衆の頭目であった女。その容貌を摸したと言われる能面は、なぜか三秋に面影が似ている。
かぞえうた
島の伝承に残る歌。
ひとおに ふたおに どうをさき
みつおに よつおに のどをつき
いつおに むつおに こてをもぎ
ななおに やつおに すねをたち
このおに とをおに めんをわる
とをまり ひとおに したをぬく
とをまり ふたおに めをえぐる
とをまり みつひめ くびさらせ
とをまり みつおに さるすべり
とをまり みつおに たからしま

## 書誌情報
- 原作：タイダ菊彦、作画：華尾ス太郎 『BLOODY MAIDEN 〜十三鬼の島〜』富士見書房〈ドラゴンコミックスエイジ〉、全2巻
  1. 2011年9月9日発売 ISBN 978-4-04-712748-7
  2. 2012年5月9日発売 ISBN 978-4-04-712797-5